# Love Me Again
«Love Me Again» (укр. «Покохай мене знову») — сингл англійського співака та музиканта у стилі соул Джона Ньюмена. Пісня була випущена для цифрового завантаження в Європі 17 травня 2013 р., за винятком Сполученого Королівства, де пісня була випущена 30 червня 2013 р. як ведучий сингл із дебютного студійного альбому Tribute (2013). Пісня була написана Ньюменом та Стівом Букером та випущена Стівом Букером та Майком Спенсером. Пісня була номінована на Brit Award як Британський сингл року на 2014 BRIT Awards та номінована на Нагороду Айвор Новелло 2014 за найкращу музичність та ліричність.

## Список композицій
| Цифрове завантаження | Цифрове завантаження                     | Цифрове завантаження |
| #                    | Назва                                    | Тривалість           |
| -------------------- | ---------------------------------------- | -------------------- |
| 1.                   | «Love Me Again»                          | 4:00                 |
| 2.                   | «Love Me Again» (Kove Remix)             | 4:20                 |
| 3.                   | «Love Me Again» (Gemini Remix)           | 4:02                 |
| 4.                   | «Love Me Again» (Ejeca Remix)            | 6:52                 |
| 5.                   | «Love Me Again» (Love Thy Brother Remix) | 4:26                 |

| Max Sanna and Steve Pitron Remix | Max Sanna and Steve Pitron Remix                   | Max Sanna and Steve Pitron Remix |
| #                                | Назва                                              | Тривалість                       |
| -------------------------------- | -------------------------------------------------- | -------------------------------- |
| 1.                               | «Love Me Again» (Max Sanna and Steve Pitron Remix) | 3:43                             |

## Чарти
| Чарт (2013—2014)                           | Найвища позиція |
| ------------------------------------------ | --------------- |
| Австралія (ARIA)                           | 4               |
| Австрія (Ö3 Austria Top 75)                | 5               |
| Бельгія (Ultratop Flanders)                | 6               |
| Бельгія (Ultratop Wallonia)                | 8               |
| Bulgaria (IFPI)                            | 2               |
| Канада (Canadian Hot 100)                  | 18              |
| СНД (Tophit)                               | 2               |
| Чехія (IFPI)                               | 2               |
| Чехія (Singles Digitál Top 100)            | 15              |
| Данія (Tracklisten)                        | 9               |
| Європа (Euro Digital Songs)                | 2               |
| Франція (SNEP)                             | 7               |
| Німеччина (Media Control AG)               | 6               |
| Greece (IFPI)                              | 1               |
| Угорщина (Dance Top 40)                    | 12              |
| Угорщина (Rádiós Top 40)                   | 3               |
| Угорщина (Single Top 40)                   | 5               |
| Ірландія (IRMA)                            | 3               |
| Ізраїль (Media Forest)                     | 3               |
| Італія (FIMI)                              | 3               |
| Lebanon (The Official Lebanese Top 20)     | 17              |
| Luxembourg Digital Songs (Billboard)       | 4               |
| Нідерланди (Dutch Top 40)                  | 14              |
| Нідерланди (Mega Single Top 100)           | 19              |
| Нова Зеландія (RIANZ)                      | 9               |
| Норвегія (VG-lista)                        | 9               |
| Польща (Polish Airplay Top 100)            | 2               |
| Portugal (Billboard)                       | 3               |
| Russia Airplay (Tophit)                    | 2               |
| Шотландія (Official Charts Company)        | 1               |
| Словаччина (IFPI)                          | 7               |
| Slovenia (SloTop50)                        | 4               |
| Іспанія (PROMUSICAE)                       | 4               |
| Швеція (Sverigetopplistan)                 | 34              |
| Швейцарія (Media Control AG)               | 5               |
| Велика Британія (Official Charts Company)  | 1               |
| Ukraine Airplay (Tophit)                   | 3               |
| США (Billboard Hot 100)                    | 30              |
| США (Adult Top 40) (Billboard)             | 13              |
| США (Hot Dance Club Songs) (Billboard)     | 15              |
| США (Mainstream Top 40) (Billboard)        | 13              |
| Venezuela Pop Rock General (Record Report) | 22              |

| Чарт (2013)                          | Позиція |
| ------------------------------------ | ------- |
| Australia (ARIA)                     | 46      |
| Austria (Ö3 Austria Top 40)          | 43      |
| Belgium (Ultratop Flanders)          | 30      |
| Belgium (Ultratop Wallonia)          | 58      |
| France (SNEP)                        | 35      |
| Germany (Media Control AG)           | 28      |
| Hungary (Dance Top 40)               | 37      |
| Hungary (Rádiós Top 40)              | 4       |
| Netherlands (Dutch Top 40)           | 59      |
| Netherlands (Single Top 100)         | 51      |
| Russia Airplay (TopHit)              | 29      |
| Slovenia (SloTop50)                  | 7       |
| Spain (PROMUSICAE)                   | 37      |
| Switzerland (Schweizer Hitparade)    | 27      |
| Ukraine Airplay (TopHit)             | 51      |
| UK Singles (Official Charts Company) | 14      |

| Чарт (2014)               | Позиція |
| ------------------------- | ------- |
| Canada (Canadian Hot 100) | 73      |
| Hungary (Dance Top 40)    | 43      |
| Hungary (Single Top 40)   | 91      |
| Russia Airplay (TopHit)   | 68      |
| Ukraine Airplay (TopHit)  | 83      |

## Сертифікації
| Регіон | Сертифікація  | Продажі   |
| --- | ------------- | --------- |
| Австралія (ARIA) | 3× Платиновий | 210 000   |
| Бельгія (BEA) | Золотий       | 15 000*   |
| Німеччина (BVMI) | Платиновий    | 300 000   |
| Італія (FIMI) | 2× Платиновий | 60 000    |
| Нова Зеландія (RIANZ) | Золотий       | 7500*     |
| Швеція (IFPI Sweden) | 2× Платиновий | 80 000    |
| Швейцарія (IFPI Switzerland) | Платиновий    | 30 000^   |
| Велика Британія (BPI) | 2× Платиновий | 1 200 000 |
| США (RIAA) | Платиновий    | 1 000 000 |
| Стриминг |               |           |
| Данія (IFPI Denmark) | 2× Платиновий | 3 600 000 |
| Іспанія (PROMUSICAE) | Золотий       | 4 000 000 |
| *продажі, що базуються лише на сертифікаціях · ^відвантаження, що базуються лише на сертифікаціях · продажі+прослуховування, що базуються лише на сертифікаціях · лише прослуховування, що базуються лише на сертифікаціях |               |           |

## Релізи
| Регіон          | Дата           | Формат               | Лейбл            |
| --------------- | -------------- | -------------------- | ---------------- |
| Іспанія         | 17 травня 2013 | Цифрове завантаження | Island Records   |
| Велика Британія | 30 червня 2013 | Цифрове завантаження | Island Records   |
| США             | 30 червня 2013 | Цифрове завантаження | Republic Records |